# انقلاب الغابون 1964
بين 17 و18 فبراير 1964، قام ضباط الجيش الغابوني بعملية انقلاب ضد الرئيس الغابوني ليون إمبا. قبل الانقلاب، كان يُنظر إلى الغابون على أنها واحدة من أكثر الدول استقرارًا سياسيًا في إفريقيا. نتج الانقلاب عن حل إمبا للهيئة التشريعية الغابونية في 21 يناير 1964. قام 150 من مدبري الانقلاب باعتقال إمبا وعدد من مسؤولي حكومته. من خلال راديو ليبرفيل، طلبوا من الشعب الغابوني التزام الهدوء وأكدوا لهم أن السياسة الخارجية للبلاد الموالية لفرنسا ستبقى دون تغيير. تم تشكيل حكومة مؤقتة، وقام قادة الانقلاب بتعيين النائب جان هيلير أوبام، الذي كان الخصم السياسي الرئيسي لإمبا. تم إرسال إمبا إلى لامباريني، على بعد 250 كيلومترًا (155 ميلًا) من ليبرفيل. لم يكن هناك انتفاضة كبيرة أو رد فعل من قبل الشعب الغابوني عندما تلقى كلمة الانقلاب، والتي فسرها الجيش على أنها علامة على الموافقة.
بعدما وصل خبر الانقلاب للرئيس الفرنسي شارل ديغول، عبر رئيس الأركان الغابوني عمر بونغو، قرر ديغول إعادة حكومة إمبا، احترامًا لمعاهدة 1960 الموقعة بين الحكومة المخلوعة وفرنسا عندما أصبحت الغابون مستقلة. بمساعدة المظليين الفرنسيين، أُطيح بالحكومة المؤقتة في ليلة 19 فبراير وأعيد إمبا إلى منصب الرئيس. بعد ذلك، سَجَنَ إمبا أكثر من 150 من معارضيه، وتعهد بـ «عدم العفو أو الشفقة» بل «العقوبة الكاملة». حُكم على أوبام بالسجن 10 سنوات مع الأشغال الشاقة و10 سنوات في المنفى، وهي العقوبة التي تم تخفيفها فيما بعد. خلال هذا الوقت، أصبح الرئيس المسن منعزلًا بشكل متزايد، واختار البقاء في قصره تحت حماية القوات الفرنسية. في غضون ثلاث سنوات، تم تشخيص مرض السرطان بإمبا. توفي في 28 نوفمبر 1967.

## الخلفية والأصول
نالت الغابون استقلالها عن فرنسا في يوم 17 أغسطس عام 1960. تمتعت البلاد بمستويات معيشة عالية نسبيًا واعتُبرت من بين أكثر الدول استقرارًا في إفريقيا الغربية على الصعيدين السياسي والاقتصادي. إذ بلغ متوسط الدخل السنوي للفرد في الغابون في الوقت الذي وقع فيه الانقلاب ما يناهز 200 دولار أمريكي. كانت البلاد واحدة من مجموعة صغيرة من الدول الإفريقية التي سجل ميزانها التجاري فائضًا إذ تجاوز معدل الصادرات إلى الواردات نسبة 30 بالمئة. كانت الغابون إحدى أكبر منتجي اليورانيوم والمنغنيز على مستوى إفريقيا الفرنسية بحلول عام 1964. أشارت مجلة تايم إلى هذه الحقيقة باعتبارها واحدة من الأسباب التي دفعت فرنسا إلى الرد على الانقلاب. كذلك كان لفرنسا العديد من المصالح التجارية المتمركزة في الغابون في مجالات النفط والحديد وصناعة الأخشاب.
كان ليون إمبا أحد أكثر حلفاء فرنسا ولاءً في إفريقيا وظل كذلك حتى عقب حصول بلاده على استقلالها. وفي الحقيقة أبقت فرنسا على 600 جندي مظلي ووحدة قوات جوية تضمنت طائرات مقاتلة من نوع ميراج 5 وجاغوار في قاعدة كامب دي غول حتى عام 1987، وذلك في رسالة تحذيرية وجهتها لجميع من تساوره نفسه التدبير لانقلاب آخر. قال إمبا في تصريحه الشهير خلال زيارته لفرنسا في عام 1961: «لدى جميع الغابونيين موطنين ألا وهما فرنسا والغابون». تمتع الأوروبيون في الغابون بمعاملة ودية على وجه الخصوص خلال الفترة التي حكم فيها نظامه. أكد الصحفي الفرنسي بيير بيان أن إمبا حاول سرًا الحيلولة دون استقلال غابون عن فرنسا، وضغط من أجل جعلها إقليمًا من أقاليم ما وراء البحار التابعة لفرنسا. ووصل به الأمر إلى حد القول بأن «الغابون تمثل حالةً قصوىً تكاد تقارب في صورتها كاريكتورًا للاستعمارية الجديدة».

تطلع إمبا إلى إرساء نظام ديمقراطي في الغابون وهو ما اعتبره أمرًا ضروريًا من أجل اجتذاب المستثمرين الأجانب إلى البلاد. وسعى إمبا في نفس الوقت إلى التوفيق بين المقتضيات التي تحتمها الديمقراطية وضرورة وجود حكومة قوية ومتماسكة. بيد أن إمبا لم يكن موفقًا في تحقيق هدفه من الناحية العملية بالرغم من تمتعه بقدرٍ عالٍ من السلطة آنذاك وأصبح معروفًا بلقب «العجوز» أو «الرئيس». اعتمد البرلمان بالإجماع دستورًا جديدًا نص على اعتماد نظام فوق رئاسي بتاريخ 21 فبراير عام 1961. تمتع إمبا بصلاحيات تنفيذية شاملة مكنته من تعيين وزراء الحكومة وتحديد المسؤوليات والمهام المترتبة عليهم وحل الجمعية الوطنية وقتما شاء وتمديد ولايتها لمدة تتجاوز فترة الخمس سنوات التي يقتضيها القانون، وذلك فضلًا عن تمتعه بالصلاحية التي خولته إعلان حالة الطوارئ حين يرى أن الأمر يستدعي ذلك. بيد أن هذا التعديل اشترط على الرئيس استشارة الشعب عبر إجراء استفتاء عام حيال الأمر. كان هذا الدستور في واقع الأمر يشبه كثيرًا الدستور الذي أقرته جمهورية الكونغو خلال عهد الرئيس فولبير يولو والمعتمد في نفس الوقت تقريبًا. ذكر تقرير للاستخبارات الفرنسية ملخصًا الوضع كالآتي:
«اعتبر نفسه زعيمًا ديمقراطيًا بحق ولم يكن يغيظه أكثر من أن يطلق أحدهم عليه لقب ديكتاتور. ومع ذلك لم يكن [إمبا] سعيدًا إلا حين أعاد صياغة الدستور مانحًا نفسه مجمل السلطة تقريبًا ومحولًا البرلمان إلى مسرحٍ متكلفٍ يمكن له تجاوزه وقتما يحلو له.»
مثل جان هيلير أبامه الخصم السياسي الرئيسي لإمبا وهو ابن أخيه غير الشقيق بالتبني وأحد المقربين السابقين إليه. اتجهت المصالح التجارية الفرنسية في قطاع صناعة الأخشاب إلى دعم إمبا، في حين دعمت البعثات الرومانية الكاثوليكية والإدارة الفرنسية أبامه. كان الأخير عضوًا في الجمعية الوطنية عن حزب الاتحاد الديمقراطي والاجتماعي الغابوني وهو أحد أحزاب المعارضة الغابونية التي لم تختلف من الناحية الأيديولوجية عن الكتلة الديمقراطية الغابونية الحاكمة التي تزعمها إمبا بشيء يذكر. إذ كان التخفيف من الاعتماد الاقتصادي على فرنسا وتعجيل عملية أفرقة الوظائف السياسية الفرنسية من جملة ما دعا إليه كلا الحزبين. ومع ذلك جمد الدستور الجديد والاتحاد الوطني (اتحاد سياسي أسسه الحزبين) الخلافات السياسية القائمة بين إمبا وأبامه خلال الفترة الممتدة من عام 1961 حتى عام 1963. ومع ذلك تنامى الاضطراب السياسي بين أبناء الشعب وخرج العديد من الطلبة في مظاهرات احتجاجًا على القرارات المتكررة القاضية بحل الجمعية الوطنية والاتجاه السياسي العام للبلاد. لم يتوانَ الرئيس عن تطبيق القانون بنفسه مستعملًا السوط فكان يجلد المواطنين الذين لم يعبروا عن احترامهم لشخصه ومن بينهم المارة في الشارع الذين «نسوا» ضرب التحية.
شغل أبامه منصب وزير الخارجية في حكومة الائتلاف ولكنه أقيل من منصبه في مطلع عام 1963 بعد رفضه المشاركة في تأسيس حزب واحد تحت مسمى حزب الغابون. أعلن إمبا عن تعيين أبامه رئيسًا للمحكمة العليا في محاولة منه لإزاحته عن مقعده التشريعي. إذ لم يحمل هذا المنصب أي صلاحيات تذكر من الناحية العملية. حاول مؤيدو إمبا تمرير مشروع قرار يمنع أعضاء البرلمان من تقلد مناصب في الحكومة. ادعى الرئيس أن أبامه استقال من الجمعية العامة مشيرًا إلى عدم توافق منصبه الجديد مع وظائف الجمعية. بيد أن أبامه قدم استقالته من المحكمة العليا على حين غرة في 10 يناير عام 1964 وهو ما عقّد الأمور بالنسبة إلى إمبا الذي حل الجمعية العامة في لحظة غضب بتاريخ 21 يناير عام 1964. أرجعت صحيفة نيويورك تايمز السبب في ذلك إلى عدم تأييد الجمعية لقرار إمبا بإزالة أبامه.
يمكن تلخيص الشروط الانتخابية المعلن عنها كالتالي: خفض عدد المقاطعات الانتخابية من 67 إلى 47 مقاطعة. إقصاء أبامه من خلال الإعلان عن منع جميع ممن شغلوا مناصب حكومية مؤخرًا من تولي مناصب جديدة. كذلك تعين على جميع الأحزاب التقدم بـ47 مرشح ويجب على جميعهم تسديد مبلغ قدره 160 دولار أمريكي أو لا يقبل أي مرشح من مرشحي الحزب. وبالتالي تحتم على كل حزب إيداع أكثر من 7500 دولار أمريكي دون حساب مصاريف الحملات الانتخابية. كانت فكرة إمبا من ذلك هي أنه لا يوجد حزب آخر يملك المال الكافي للتقدم بمرشحين سوى حزبه. وردًا على ذلك، أعلنت المعارضة عن رفضها المشاركة في الانتخابات التي اعتبرتها عديمة النزاهة.

## التدبير للانقلاب
لا يُعرف سوى القليل عن ملابسات التدبير للانقلاب. لم تندلع مظاهرات عقب حل إمبا للجمعية الوطنية ولذلك يمكن تصنيف الانقلاب تحت خانة ما يعرف بـ«انقلابات القصر». تكهنت أوراق أديلفي في طبعتها الصادرة في 1964–1965 بأن الوجود المستمر للضباط العسكريين الفرنسيين الشبان في الغابون ربما مثّل مصدر إلهام لمدبري الانقلاب. خدم معظم عناصر الجيش الغابوني البالغ عددهم 600 جندي في الجيش الفرنسي قبل نيل بلادهم لاستقلالها وكانوا حينها يتقاضون رواتب متواضعة في أغلب الأحيان. تكمن أحد الأسباب المحتملة التي دفعت الجيش للتدخل في شعور عناصره بالسخط حيال الإجراءات التي اتخذها إمبا بحق أبامه وحالهم في ذلك حال معظم شرائح الشعب الأخرى.
اقترح السفير الأمريكي في الغابون تشارلز دارلينغتون بأن مدبري الانقلاب حاولوا تقليد النمط الذي اتبعه العقيد كريستوف سوغلو. أطاح سوغلو الذي كان قائد جيش دولة داهومي (المؤلف من 800 عنصر) بالرئيس هوبير ماغا في شهر أكتوبر من عام 1963، وحكم البلاد لمدة شهر ليستقيل بعدها متجاوبًا مع مواطني داهومي. يبدو أن مدبري الانقلاب لم يأخذوا فكرة التدخل الفرنسي في عين الاعتبار ولذلك لم يتخذوا أية خطوات إضافية من أجل إحباط هذا التدخل. إذ كان في وسعهم تنظيم احتجاجات من أجل إظهار دعم العامة لهم غير أن المتحدث باسم منفذي الانقلاب الملازم الثاني دانيال إمبيني برر الانقلاب مدعيًا في بث إذاعي بأن الجيش اضطر للتحرك بغية تفادي اندلاع موجة من «المظاهرات الخارجة عن السيطرة والتي كان من الصعب قمعها».